# Dirk Heirweg
Dirk Heirweg (Zele, 27 september 1955) is een Belgisch voormalig wielrenner. Heirweg was beroepsrenner van 1978 tot 1992. In 1976 nam hij deel aan wegwedstrijd op de Olympische Spelen, samen met Eddy Schepers, Frank Hoste en Fons De Wolf. 

## Belangrijkste overwinningen

### Baan
| Jaar     | BK          | EK       | WK       | Overige  |
| Amateurs | Amateurs    | Amateurs | Amateurs | Amateurs |
| -------- | ----------- | -------- | -------- | -------- |
| 1977     | Omnium      |          |          |          |
| 1978     | ploegkoers  |          |          |          |
| Elite    |             |          |          |          |
| 1979     |             |          |          |          |
| 1980     | Omnium      |          |          |          |
| 1981     | Puntenkoers |          |          |          |
| 1982     | Puntenkoers |          |          |          |

### Weg
1979
- Omloop Wase Scheldeboorden

1982
- Eindklassement Driedaagse van West-Vlaanderen

1983
- Omloop der Vlaamse Ardennen

1984
- Nationale Sluitingsprijs
- Omloop van het Meetjesland

1985
- Memorial Fred De Bruyne
- GP Briek Schotte

1986
- Gullegem Koerse

1987
- Kampioenschap van Vlaanderen

1990
- Stadsprijs Geraardsbergen

## Resultaten in voornaamste wedstrijden
| Jaar | Ronde van Italië | Ronde van Frankrijk | Ronde van Spanje |
| ---- | ---------------- | ------------------- | ---------------- |
| 1978 |                  |                     |                  |
| 1980 |                  | opgave              |                  |
| 1981 |                  |                     |                  |
| 1982 |                  |                     | opgave           |
| 1984 |                  |                     |                  |
| 1985 |                  |                     |                  |
| 1988 |                  |                     |                  |
| 1990 |                  |                     |                  |

| Jaar | Gent-Wevelgem | Ronde van Vlaanderen | Ronde van Lombardije | Parijs-Brussel | E3 Harelbeke | Kuurne-Brussel-Kuurne |
| ---- | ------------- | -------------------- | -------------------- | -------------- | ------------ | --------------------- |
| 1978 |               |                      | 24e                  |                |              |                       |
| 1980 |               |                      |                      | 23e            |              |                       |
| 1981 | 59e           |                      |                      | 11e            |              |                       |
| 1982 |               |                      |                      |                | 9e           |                       |
| 1984 | 88e           |                      |                      |                |              | 5e                    |
| 1985 |               |                      |                      | 7e             |              |                       |
| 1988 |               |                      |                      | 48e            |              |                       |
| 1990 | 113e          | 107e                 |                      | 100e           |              |                       |

Wielerploegen van Dirk Heirweg
Agostinho ·
Beyssens ·
Bittinger ·
Calzati ·
Clark ·
De Nul ·
De Roo ·
Dedeckere ·
Demeyer ·
Desruelle ·
H. Devos ·
P. Devos (vanaf 01/08) ·
Dubois ·
Dumont ·
Heirweg ·
Hendrickx ·
J-P. Hosotte ·
P. Hosotte ·
Kelly ·
Loder ·
Maertens ·
Malfait ·
Mariotti ·
Meernhout ·
Muselet ·
Myngheer ·
Ongenae ·
Pollentier ·
Salm ·
Theunis ·
Tilmant ·
Tinazzi ·
Vallaeys ·
Van Vlierberghe ·
Verplancke ·
Verschaeve · 
Verschuere
Bellet ·
De Haes ·
Heirweg ·
Jiménez ·
Maas ·
Mintkiewicz ·
Nulens ·
Ongenae ·
Pevenage ·
Schepers ·
Schönbacher ·
Stamsnijder ·
Tackaert ·
Thoelen ·
Van Calster · 
Van Heer ·
Vandersnickt · 
Verbrugge
Colyn (vanaf 01/08) ·
De Haes · 
De Vlaeminck (vanaf 01/10) ·
Devos ·
van Gerwen ·
Heirweg · 
Langerijs ·
Maas ·
Martens ·
Nulens ·
Pevenage ·
Schepers ·
Stamsnijder ·
Tackaert ·
A. Van Linden · 
R. Van Linden ·
Verbrugge